# Janis Tomaschek
Janis Tomaschek (* 26. September 2001) ist ein österreichischer Basketballspieler.

## Werdegang
Tomaschek wurde von 2015 bis 2021 beim Hauptstadtverein Vienna D.C. Timberwolves ausgebildet. In der Herrenmannschaft der Wiener kam er zu insgesamt zehn Bundesligaspielen sowie zu einem Einsatz im Pokalwettbewerb. In den Spieljahren 2019/20 und 2020/21 sammelte er Einsatzzeit beim Zweitligisten Union Deutsch Wagram.
Ab Januar 2022 spielte Tomaschek in Spanien: Zunächst weilte er eine Woche an einer Basketballakademie in Valencia, bereits Mitte Januar 2022 wurde er von Unión Linense aus der EBA (vierte Liga) verpflichtet. Für die Mannschaft bestritt er sieben Ligaspiele (durchschnittlich 3,7 Punkte je Begegnung). Im September 2022 wechselte er zum Club Bàsquet Alpicat nach Katalonien, mit dem ihm im Juni 2023 der Aufstieg in die vierte spanische Liga EBA gelang. Ende Oktober 2022 bestritt er des Weiteren für den Zweitligisten ICG Força Lleida, der mit Alpicat zusammenarbeitet, einen kurzen Einsatz.
Zum Spieljahr 2023/24 kehrte Tomaschek in sein Heimatland zurück und schloss sich dem Bundesligisten SKN St. Pölten an.